# 마에타니촌
마에타니촌(前谷村)은 니가타현 미나미칸바라군에 설치되었던 촌이다.